# Huiyuan
Huiyuan (xinès tradicional: 慧遠; xinès simplificat: 慧远; "huìyuǎn") (Shanxi, 334 – Hubei, 416) fou un mestre budista xinès.
Va fundar el temple de Donglin a Lushan, a la província Jiangxi i va escriure el tractat Per què els monjos no s'inclinen davant els reis (沙門不敬王者論) l'any 404. Va néixer a la província de Shanxi, però després d'una llarga vida d'ensenyament budista va acabar a la província de Jiangxi, on va morir l'any 416. Tot i que va néixer al nord es va traslladar a viure al sud, dins del límits de la Dinastia Jin Oriental.
Huiyuan va ser nomenat pòstumament primer patriarca de la secta budista Terra Pura. Entre els seus deixebles s'hi troben Huiguan (慧觀), Sengji (僧濟) i Faan (法安).

## Biografia

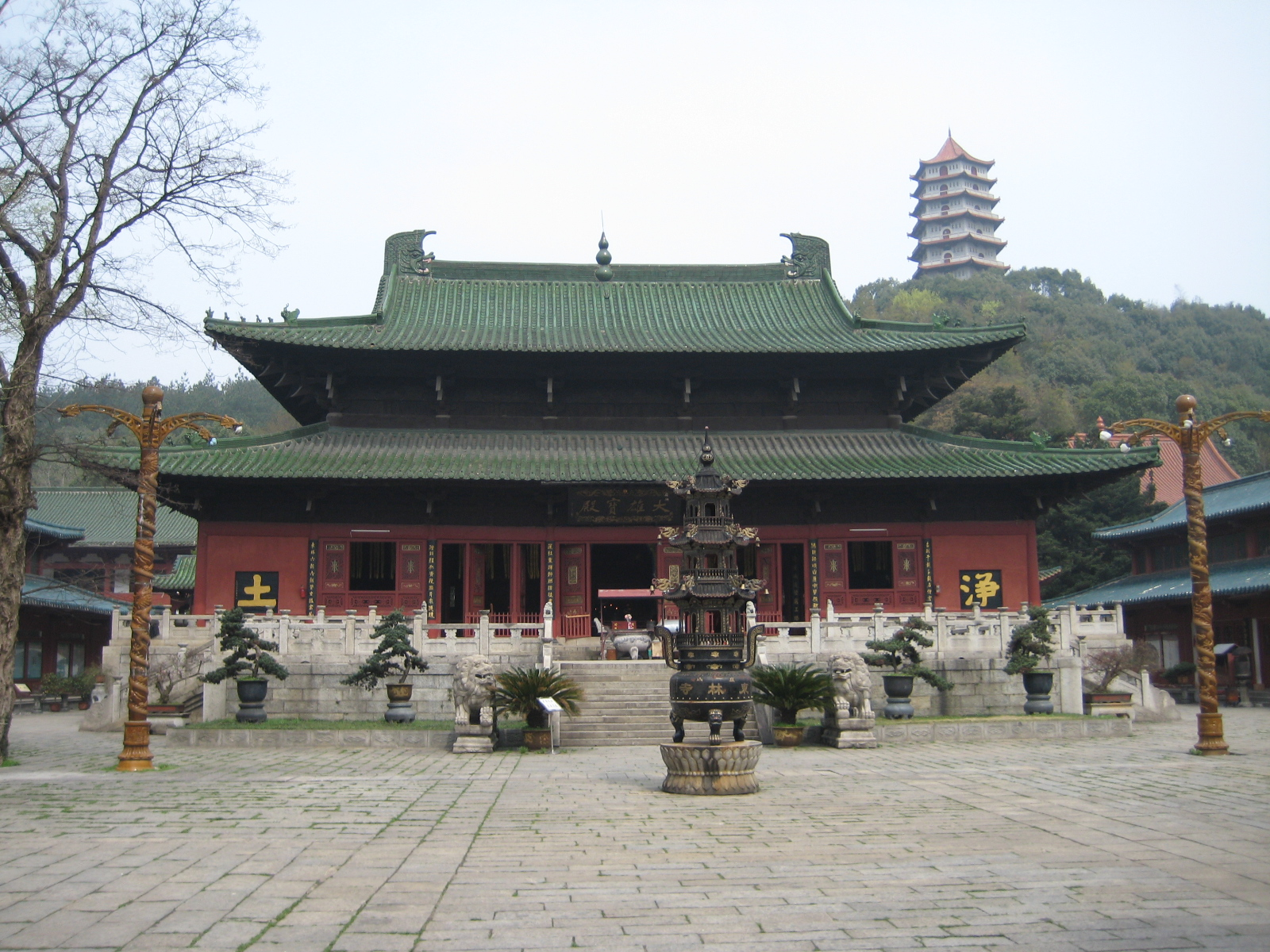
Temple Donglin a la Muntanya Lu.

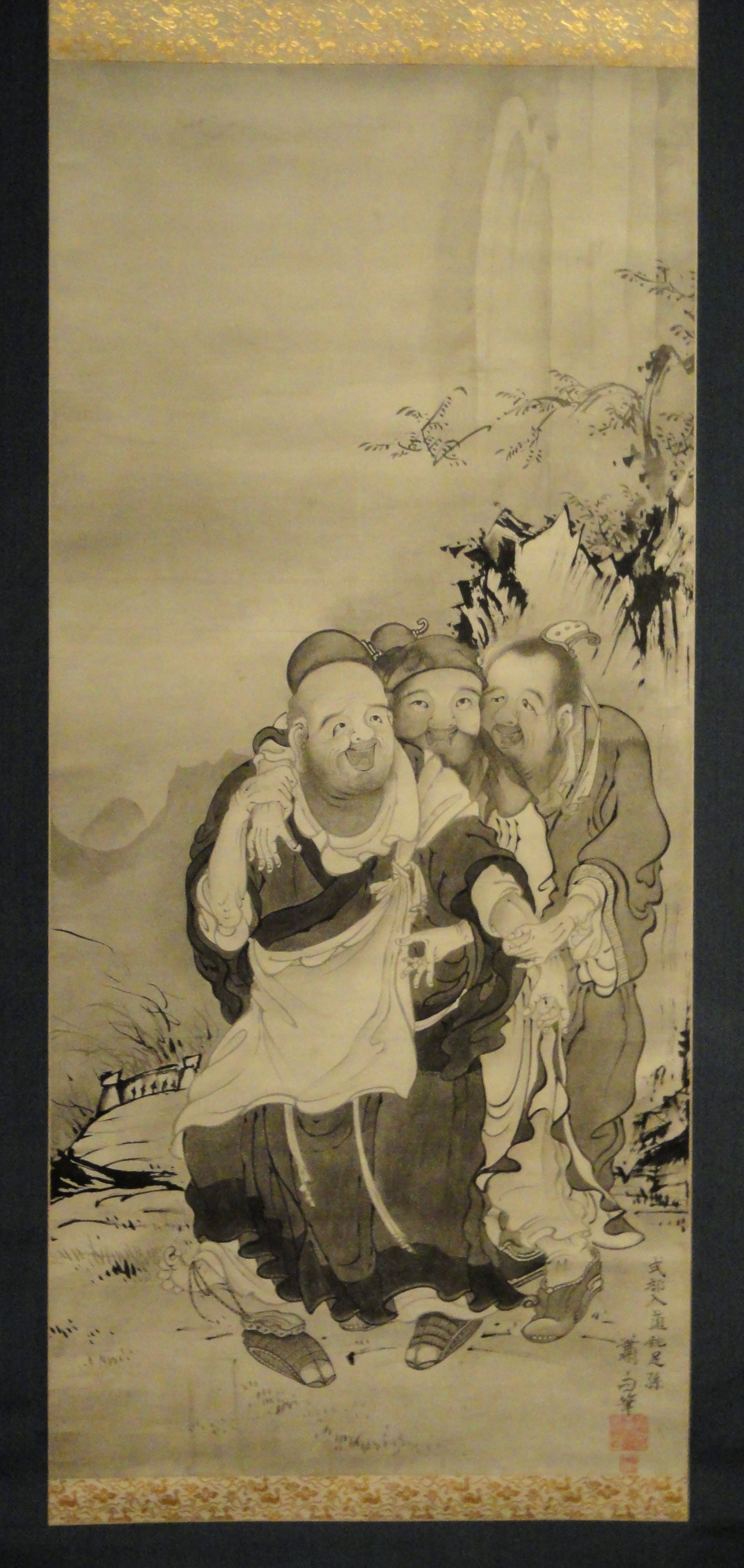
"Les tres rialles del canyó del Tigre" - Huiyuan, Tao Yuanming i Lu Xiujing - Soga Shōhaku (1730-1781).

El seu cognom era Jia (賈) i el seu primer nom és desconegut. Va néixer a Shanxi, al comtat de Yanmenloufan (雁門 樓煩 縣) prop de l'actual Ningwu (寧武). De jove va començar a estudiar a Zhuangzi i Laozi, i també els ensenyaments de Confuci. No obstant, a l'edat de 21 anys, va ser convertit al budisme a la província d'Hebei per Dao Un, que era deixeble d'un missioner de Kuchan. Escoltar els sermons de Dao Un van convèncer Huiyuan de deixar la família i emprendre una vida d'ensenyaments budistes. El 354, va decidir partir cap a Nanchang per unir-se a l'ermità confucià Fan Xuanzi (范宣子), però el camí cap al sud va ser tallat pels disturbis que van seguir la mort de Shihu (石虎), governant del Zhao Posterior. Després decideix anar a les Muntanyes Taihang (太行山) on el monjo Dao'an (314-385) dirigeix una comunitat, i es converteix en el seu deixeble juntament amb el seu germà menor Huichi (慧持). Aviat mostra una bona comprensió dels textos prajnaparamita de Zhuangzi.
A partir del 361, la inestabilitat política va obligar Dao'an i els seus seguidors a canviar de residència amb freqüència. Després de passar per Henan a Jìzhōu ia la muntanya Wangwu (王屋山), es van establir el 366 a Xiangyang a Hubei, al monestir Tanxi (檀溪寺). El 378, el general Qin Fu Pei (苻丕) va atacar Xiangyang i va capturar Dao'an, que va ser portat a Chang'an per dirigir les traduccions allà. Abans de la seva partida, dóna permís als seus deixebles i els demana que cadascú segueixi el seu camí. Huiyuan tenia llavors 45 anys.
Més tard va esdevenir patriarca del temple Donglin a Lushan. Els seus ensenyaments eren diversos i incloïen el vinaya (戒律), la meditació (禪法), l'abhidharma i la prajna o saviesa. Malgrat que Huiyuan no va prendre la iniciativa d'establir relacions amb el món secular sí que va tenir contactes amb la cort i la noblesa. Va ser convidat per l'emperador Huan Xuan en dues ocasions per participar en les discussions sobre l'estat del clergat, defensant-ne la independència. Els membres de les classes cultes van anar a viure Lushan com a deixebles laics de Huiyuan, per participar en la seva vida religiosa. A més dels seus ensenyaments i interaccions amb seguidors laics de la fe budista, va mantenir correspondència amb el monjo Kumaradjiva.
L'any 402 va crear amb un grup de monjos i laics la secta Terra Pura, dins de la branca budista Mahayana, en la qual la Terra Pura és el paradís occidental del Buda Amitabha.
L'any 404, Huiyuan va escriure el tractat Per què els monjos no s'inclinen davant els reis (沙門不敬王者論). Aquest llibre simbolitzava els seus esforços per afirmar la independència política de clergat budista dels tribunals dels governants monàrquics. Al mateix temps es tractava d'un text religiós i polític que tenia com a objectiu convèncer als emperadors i ministres confucians que els seguidors del budisme no eren subversius. Va argumentar que els budistes podien ser bons súbdits d'un regne, a causa de les seves creences en la retribució del karma i el desig de renéixer al paradís. Malgrat la reputació dels budistes de deixar la seva família per acollir-se a una vida monàstica, Huiyuan afirmava que "aquells que s'alegren del camí del Buda invariablement serveixen primer als seus pares i obeeixen els seus senyors".
Portant a alguns dels deixebles del seu mestre al domini Jin de l'Est, inicialment va tornar a Jingzhou, on va residir durant tres anys al monestir Shangming (上明寺). Després parteix cap a la muntanya Luofu (羅浮山) a Guangdong. No obstant això, en passar per la muntanya Lu, va ser seduït per l'entorn, sobretot perquè un antic company d'estudis amb què s'havia fet amic, Huiyong (慧永), hi residia al monestir del "Bosc de l'oest" (Xilinsi 西林寺). Huiyuan i els seus companys es van establir l'any 381 en una ermita rudimentària anomenada vihara Longquan (龍泉精舍). Tres anys més tard, per intermediació de Huiyong, Huan Yi (桓伊), prefecte de Jiangzhou (江州), va construir per a ell el monestir del "Bosc de l'Est" (Donglinsi 東林寺), en paral·lel amb el del seu company de classe. Huiyuan s'hi va instal·lar i va reunir molts monjos i deixebles laics. Emprèn i continua fins a la seva mort una tasca de traducció i explicació de textos budistes, amb l'ajuda de monjos occidentals, a qui aconsegueix portar a la muntanya, i de Kumaradjiva, amb qui manté una relació epistolar. Escriu obres i estructura la seva comunitat monàstica segons les regles ortodoxes basades en el vinaya de la Sarvastivada. És el primer a promoure oficialment la devoció a Amitabha i l'aspiració al seu paradís com a passos cap a l'alliberament. Va morir a la muntanya Lu l'any 416 a l'edat de 83 anys, sense tornar-ne a baixar.

## Obres i traduccions
Huiyuan estava ansiós per avançar en la comprensió del budisme i propagar la seva doctrina. A aquest efecte, el 391 va enviar els seus deixebles Fajing (法淨) i Faling (법령) al nord-oest a la recerca de sutres. Es va esforçar per portar monjos de les regions occidentals a Lushan per fer traduccions. Així, Sanghadeva tradueix El cor d'Abhidharma (Apitan xinlun 阿) i el Tridharmakashastra (Sanfadu lun 三法度論); Sutra de la pràctica de la meditació Upaya (Xiuxing fangbian chanjing 修行方便禪經). Huiyuan escriu els prefacis; també va escriure el del Sutra del Lotus. Buddhabhadra també va traduir el Yogacarabhumi i més tard Nirvana Sutra.
Convida a Dharmaruci a acabar la traducció de les regles monàstiques del Sarvastivada (Sarvastivada-vinaya, Shisonglu 十誦律) que va quedar inconclusa per la mort de Puṇyatara, company de Kumārajiva.
Huiyuan, custodi de la tradició prajnaparamita de Dao'an, segueix volent comprendre el pensament mahāyāna. Així és com entaula correspondència amb Kumaradjiva, per mitjà d'un exgeneral Qin que es va convertir en monjo amb el nom de Tanyong (曇邕). Les seves preguntes al mestre (Wen dacheng zhong shenyi shibake 問 大乘中深義十八科) i les respostes d'aquest últim (Luoshi da 羅什答) estan reunides al Llibre del significat del mahāyāna (Dacheng dayi zhang 大乘大義章). Quan Kumārajiva ha completat la traducció del Tractat sobre prajnaparamita (Dazhidulun 大智度論), se li demana al mestre taoista Xianxiang (咸相) un prefaci, però ho rebutja. L'emperador Yao Xing (興), Qin, després li ho demana a Huiyuan. Aquest darrer és un prefaci del treball i resumeix els cent originals en vint seccions (Dazhidulun chaoxu 大智度 論鈔序). Inspirat, va compondre el Daxinglun(大性論) que li va valer els complerts de Kumārajiva per la seva intuïció. Els erudits moderns consideren que, atesa la limitació de les fonts mahāyāna accessibles en aquest moment, el pensament de Huiyuan es forma principalment sobre la base de l’Escola Abhidharma, però que ell és en veritat, entre els seus contemporanis, el que millor va entendre el pensament prajnaparamita. Així que durant la controvèrsia del cos i la ment que marca el període de formació doctrinal del budisme xinès, ell defensa la preeminència de la ment sobre el cos en un assaig titulat «La forma corporal es desgasta, però la ment és indestructible», posant nocions tradicionals xineses com Qi, Li o Tao al servei de l'espiritualitat Mahayana. Més tard, es durà a terme un intercanvi epistolar entre Sengzhao (僧肇), deixeble de Kumārajiva, i Liu Yimin (劉遺民), deixeble de Huiyuan, sobre el Bore wuzhi lun.(一般若無知論) compost pel primer; es recull en una col·lecció titulada Correspondència amb l'ermità Liu Yimin i altres (Yu yinshi liuyimindeng shu 與隱士劉遺民等書).
L'educació confuciana i taoista de Huiyuan, l'amplitud de la cultura i la vida comunitària excel·lent li van valer bones relacions amb les autoritats locals. Personalitats pugen a visitar-lo per beneficiar-se de la seva erudició: Yin Zhongkan (殷仲堪), prefecte de Jiangzhou, del qual depèn el monestir, arriba el 392 per interrogar-lo sobre Yijing; el 399, el general Jin i l'usurpador Huan Xuan (桓玄) el van consultar sobre el Clàssic de la Pietat Filial. Quan Huan Xuan li envia el consell que tot monjo s'ha d'inclinar davant l'emperador, Huiyuan respon amb la famosa epístola Un monjo no s'inclina davant l'emperador, i mereixen prou estima i respecte perquè, malgrat l'hostilitat de Huan Xuan cap al budisme, Lushan encara es va salvar. El 405, He Zhennan (何鎮南), un general que va posar fi a la usurpació, al seu torn va anar a Lushan i va qüestionar els mèrits que els monjos portessin un hàbit que els deixava al descobert el braç dret mentre, argumenta ell, la tradició xinesa considera aquest costat com a sinistre. S'inicia un debat per textos interposats. He Zhennan envia la seva opinió; Huiyuan respon al Tractat sobre l'hàbit monàstic pel que convenç He Zhennan que aquesta peculiaritat externa del budisme amaga una profunda similitud amb els corrents de pensament tradicionals xinesos. Contribueix a la sinització del budisme també a Ming baoying lun (明報應論) i Sanbaolun (三報論), on exposa una visió de retribució kàrmica d'acord amb el pensament moral i religiós xinès, basat entre altres en la creença en la permanència de shen (神), un component espiritual de l'ésser humà; també li devem el Bianxinshilun (辨心識論).
També és autor de poemes recopilats a Poemes dispersos del monestir Donglin a Lushan (廬山 東林 雜詩), Postures en resposta al mestre Kumārajiva (報羅什 法師 偈) i Wanfoyingming (萬佛 影 銘).

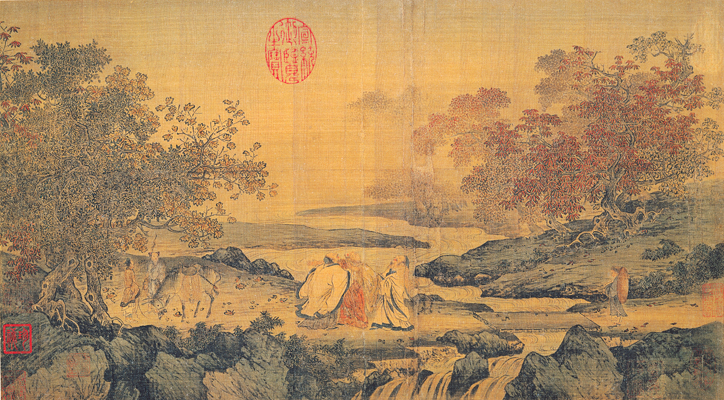
Pintura de la dinastia Song en estil Litang que il·lustra el tema El confucianisme, el taoisme i el budisme són un. Representa el taoista Lu Xiujing (esquerra), el funcionari Tao Yuanming (dreta) i el monjo budista Huiyuan (centre), fundador de la Terra Pura) al costat del riu del Tigre. La riera voreja una zona infestada de tigres que acaben de travessar sense por, absorts com estaven en la seva discussió. En adonar-se del que acaben de fer, riuen junts, d'aquí el nom del quadre, Tres homes que riuen al costat del riu del Tigre.

## Deixebles
La tradició explica que va tenir més d'un centenar de deixebles, monjos i laics, la majoria lletrats. Entre els primers podem esmentar Tan Yong (曇邕), missatger entre ell i Kumarajiva, Tanheng (曇恆), Daobing (道昺), Fajing (法淨), Faling (法令), Daozu (道祖), Sengche (僧徹), Tanshun (曇順), Daowang (道汪), Faan (法安) que va fundar un lloc de culte a Xinyang (新陽) a Gansu, després a Shu, Huiguan (慧觀), autor de tres obres i prefacis de sutres. Es diu que Huiyao (慧要), un hàbil artesà, va fer un rellotge de lotus hidràulic i un ocell mecànic de fusta per a la comunitat. Huichi (慧持), el germà menor de Huiyuan, era un predicador popular i va ser cridat a Jiankang (建康) per revisar la traducció de Madhyamagama. (中阿含經). Els laics inclouen Liu Yimin (劉遺民), Zong Bing (宗炳), Zhou Xuzhi (周續之), Lei Cizong (雷次宗), Bi Yingzhi (畢穎之), Zhang Jishuo (張季碩).

## Budisme de la Terra Pura
El setè mes de l'any 402, amb cent vint-i-tres deixebles, va fer vot davant l'efígie d'Amitabha d'arribar al paradís occidental del Buda; el text del desig està escrit per Liu Yimin. Els temps convulsos i la dificultat d'obtenir un corpus satisfactori de textos perfectament entesos suggereixen que la terra pura d'Amitabha és un lloc de pas necessari per a molts, on els serà possible treballar pel seu alliberament en millors condicions . A partir de llavors, es duran a terme reunions de la Societat del Lotus (bailianshe 白蓮社). Huiyuan defineix aquesta pràctica al prefaci del Nianfosanmeishiji (念佛三昧詩集) com una forma de meditació visual guanxiang (觀想) integrada en tota la pràctica. Les pràctiques amidistes a la Xina es combinaran amb més freqüència amb la meditació chan. Una llegenda afirma que la Societat del Lotus es deia així perquè les seves reunions tenien lloc a prop d'estanys de lotus organitzats per Xie Lingyun (謝靈運), nebot de Wang Xizhi i aristòcrata que va ser criticat per la seva arrogància, per ser admès a participar en la societat.